# EN112

Marco miriamétrico, assinalando o trajeto inicial de 1945 da Estrada Nacional n.º 112

A N 112 é uma estrada nacional que integra a rede nacional de estradas de Portugal.
A EN 112 é uma Estrada Nacional que integra a rede nacional de estradas do Plano Rodoviário Nacional. Liga a Localidade da Portela do Vento (Alvares) a Cidade de Castelo Branco. 
A EN 1121 foi criada pelo Plano Rodoviário Nacional de 1945 (PRN 45 - Plano Rodoviário Nacional 1945), classificada em projeto como estrada nacional de 1º classe, com uma extensão de 91 Km e um desnível positivo de 1896 m. 
O objectivo desta Estrada era unir a N2 à N18, passando pelas Serras da Lousã e Oleiros. Ligaria 2 cidades capitais de Distrito: Coimbra e Castelo Branco, sendo esse o propósito de construção, usando a N18 e a N2 como auxiliares deste percurso. Entretanto a construção da A23 e do IC8 veio facilitar a comunicação entre Coimbra, Castelo Branco e a fronteira com Espanha.
A N 112 tem o seu começo na Portela do Vento, numa intercepção com a EN2 e acaba em Pampilhosa da Serra. A estrada entre Pampilhosa e Foz do Giraldo (Orvalho) foi desclassificado para  ER112, no entanto ainda se encontra sobre a responsabilidade das Infraestruturas de Portugal.. 
O troço final entre  Serra da Pedragueira e Castelo Branco foi desclassificado para  ER112 e estrada municipal , no entanto ainda se encontra sobre a responsabilidade das Infraestruturas de Portugal e partilhada com o município de Castelo Branco
A estrada tem bastantes curvas, no entanto o estado do piso encontra-se em boas condições.[carece de fontes?]

## Percurso

### Portela do Vento – Castelo Branco(inclui troços desclassificados)
| Nome da saída/Localidade intermédia    | Município           | Estrada que liga | Designação oficial |
| -------------------------------------- | ------------------- | ---------------- | ------------------ |
| Portela do Vento (Alvares)             | Góis                | N 2              | N 112              |
| Braçal (Pampilhosa da Serra)           | Pampilhosa da Serra |                  | N 112              |
| Vale de Carvalho (Pampilhosa da Serra) | Pampilhosa da Serra |                  | N 112              |
| Moninho (Pampilhosa da Serra)          | Pampilhosa da Serra |                  | N 112              |
| Pampilhosa da Serra                    | Pampilhosa da Serra | N 344            | N 112              |
| Cambas (Oleiros)                       | Oleiros             |                  | ER 112             |
| Orvalho (Oleiros)                      | Oleiros             | N 238            | ER 112             |
| Foz do Giraldo (Orvalho)               | Oleiros             | N 238            | ER 112             |
| Lameirinha - ValBom                    | Castelo Branco      |                  | ER 112             |
| Padrão (Almaceda)                      | Castelo Branco      |                  | ER 112             |
| Salgueiro do Campo                     | Castelo Branco      |                  | ER 112             |
| Castelo Branco                         | Castelo Branco      | N 233, N 18      | ER 112             |